# Acidaliastis porphyretica
Acidaliastis porphyretica är en fjärilsart som beskrevs av Louis Beethoven Prout 1925. Acidaliastis porphyretica ingår i släktet Acidaliastis och familjen mätare. Inga underarter finns listade i Catalogue of Life.